# TVR 3
TVR 3 este al treilea canal de televiziune al Televiziunii Române. Acesta a fost lansat la data de 10 octombrie 2008 la ora 20:00, ora României. Grila TVR 3 este formată din producții ale studiourilor teritoriale TVR Cluj, TVR Craiova, TVR Iași, TVR Timișoara, TVR Târgu Mureș și TVR București. La 6 decembrie 2013, TVR 3 și-a schimbat identitatea vizuală în culoarea verde, mizând pe emisiuni cu tematică rurală.
Televiziunea are un conținut specific vieții comunităților locale. TVR 3 difuzează programe specific concepute pentru aceste comunități, ținta televiziunii fiind de a conștientiza populația și telespectatorii cu problemele regionale și locale dar și cu tradiția și valorile comune.

## Grilă
Grila TVR 3 este alcătuită pe principiul complementarității cu celelalte grile ale TVR, oferindu-se astfel un produs original al serviciului public de televiziune. În grila TVR 3 se regăsesc producții regionale cu acoperire națională: emisiuni informative, dezbateri pe teme sociale, economice și politice, divertisment, reportaje, documentare, sport, filme artistice în limbile minorităților din România, filme românești și teatru. Strategia canalului TVR 3 a vizat fidelizarea publicului, dar și atragerea unor noi segmente de public tânăr, prin intermediul emisiunilor:
- „Vocea populară”
- „U Campus”
- „Descriptio Moldaviae”
- „La pas prin Oltenia”
- „Drumuri aproape”
- „Călător în Transilvania”
- „Ca la mama acasă”
- „Reporter Sud”
- „Reporter special”
- „Documentar regional”

## Problemele televiziunii
Cele mai frecvente probleme sunt cele legate de calitatea sunetului producțiilor studiourilor teritoriale, neconformă cu 
standardele impuse de procedura de transfer. În acest sens, o soluție ar putea fi dotarea studiourilor teritoriale cu tehnică de post-procesare sunet.
Promovarea TVR 3 nu s-a realizat în urma unui concept coerent, care să vizeze, în primul rând, publicul țintă - comunitățile locale. O altă problemă o constituie faptul că, deși TVR 3 este un canal must carry, nu a fost preluat nici în momentul de față de către toate companiile de cablu, fapt sesizat telefonic și pe e-mail de numeroși telespectatori.
Nu în ultimul rând, trecerea TVR 3 la emisia HD rămâne o necunoscută, fără un termen anunțat. 

## Ponderea programelor difuzate
Ponderea programelor difuzate de TVR 3, în număr de ore și procente din totalul emisiei, repartizate pe genuri, conform clasificării EBU, pe anul 2015:
| Gen emisiune           | Ore   | %      |
| Artă și cultură        | 1.651 | 18,88% |
| Divertisment           | 1.709 | 19,54% |
| Documentare            | 83    | 0,94%  |
| Educație               | 1.068 | 12,19% |
| Evenimente, informații | 1.730 | 19,74% |
| Minorități             | 728   | 8,31%  |
| Muzică                 | 337   | 3,84%  |
| Promo                  | 292   | 3,33%  |
| Publicitate            | 137   | 1,56%  |
| Religie                | 173   | 1,97%  |
| Sport                  | 89    | 1,01%  |
| Știri                  | 358   | 4,08%  |
| Teleshopping           | 328   | 3,74%  |
| Altele                 | 77    | 0,87%  |